# Новий Златоуст
Новий Златоу́ст (рос. Новый Златоуст) — село у складі Артинського міського округу Свердловської області.
Населення — 186 осіб (2010, 240 у 2002).
Національний склад станом на 2002 рік: росіяни — 96 %.